# فاکتورهای رونویسی مارپیچی بالدار
فاکتورهای رونویسی مارپیچی بالدار (انگلیسی: Winged-helix transcription factors) پروتئینی است که دومِـین آن ۱۱۰ اسید آمینه، ۴ مارپیچ حلزونی‌شکل و ۲ رشته صفحه بتا دارد.
این پروتئین‌ها به ۱۹ خانوادهٔ متفاوت به نام «FoxA-FoxS» رده‌بندی می‌شود.
جهش در این پروتئین‌های FoxP در بروز بیماری‌های خودایمنی نقش دارد.